# مستشفى سانت ماري
مستشفى سانت ماري (بالإنجليزية: St Mary's Hospital)‏ هو مستشفى يقع في بادنغتون ، لندن. تأسس سنة 1845.

## أطباء مشاهير عملوا بالمستشفى
- آرا درزي: وزير صحة بريطانيا.
- آرثر بوريت: جرّاح وبطل أولمبي نيوزيلندي، تولى منصب الحاكم العام لنيوزيلندا بين عامي 1967 و1972.
- أرثر سيسيل ألبورت: طبيب جنوب أفريقي، اكتشف متلازمة ألبورت.
- ألكسندر فلمنج: حصل على جائزة نوبل في الطب لاكتشافه البنسلين.
- السير روجر بانستر: أول عدّاء يقطع ميل في أقل من أربع دقائق، كان أستاذًا لطب الأعصاب.
- رودني بورتر: عالم كيمياء حيوية إنجليزي، حصل على جائزة نوبل في الطب سنة 1972.

## أعلام
- جورج من كامبريدج
- أوليفيا روبرتسون
- ميخائيل بيج
- جون إينمان
- إلين ويلكنسون
- فريدريك ويندسور
- جاك دويل
- بيتر فيليبس